# Fontain
Fontain är en kommun i departementet Doubs i regionen Bourgogne-Franche-Comté i östra Frankrike. Kommunen ligger i kantonen Besançon-Sud som tillhör arrondissementet Besançon. År 2022 hade Fontain 1 200 invånare.

## Befolkningsutveckling
Antalet invånare i kommunen Fontain
Referens:INSEE